# نماز مسافر
نماز مسافر در اسلام: نمازی است که در مسافرت و با احکام خاص خود خوانده می‌شود و نماز مسافر در فقه اسلامی اختصاص به افرادی دارد که دارای عذر (بیماری یا سفر) هستند و مسافر یکی از آنها است.

## تعریف مسافر
مسافر در فقه اسلامی کسی است که به سبب دور شدن از وطن شرعی، احکام خاصی بر برخی اعمال عبادی او مترتّب می‌شود. در فقه شیعه، به کسی مسافر گفته می‌شود که با قصد سفر از وطن و رفتن به جای دیگری دارد که فاصله آن مسافرتش (رفت و برگشت) از هشت فرسخ شرعی که حدود ۴۵ کیلومتر است کمتر نباشد.

## تعریف نماز شکسته و احکام آن
نماز شکسته یا صلاة القَصر اصطلاحی فقهی برای اشاره به حکم شرعی نماز مسافر است که باید نمازهای چهار رکعتی خود را دو رکعتی بخواند. شکسته بودن نماز مسافر در مذهب امامیه واجب و در دیگر مذاهب اسلامی جایز است.
در میان فقهای اهل سنت بر سر وجوب شکسته بودن نماز اختلاف است، حنفیه با شیعه- هم عقیده با فقهای شیعه قائل به وجوب شکسته خواندن نماز برای مسافر هستند ولی سایر مذاهب، قصر در نماز مسافر را جایز یا مستحب مؤکد دانسته‌اند.
بر اساس ﴿وَإِذَا ضَرَبْتُمْ فِي الْأَرْضِ فَلَيْسَ عَلَيْكُمْ جُنَاحٌ أَنْ تَقْصُرُوا مِنَ الصَّلَاةِ إِنْ خِفْتُمْ أَنْ يَفْتِنَكُمُ الَّذِينَ كَفَرُوا ۚ إِنَّ الْكَافِرِينَ كَانُوا لَكُمْ عَدُوًّا مُبِينًا﴾(سورهٔ نساء-آیهٔ ۱۰۱) «و چون در زمین سفر کردید، اگر بیم داشتید که آنان که کفر ورزیده‌اند به شما آزار برسانند، گناهی بر شما نیست که نماز را کوتاه کنید» و با توجه به روایات متعددی که از طرق شیعه و اهل تسنن در زمینهٔ نماز قصر وارد شده‌است این آیه عمومیت دارد. با توجه به تفسیر آیه در روایات فراوان اسلامی نماز مسافر اختصاصی به حالت ترس ندارد و بر همین دلیل پیامبر نیز در مسافرت‌های خود و حتی در مراسم حج (در سرزمین منی) نماز شکسته می‌خواند.
در فقه اسلامی به کسی مسافر گفته می‌شود که شروط ذیل دربارهٔ او وجود داشته باشد:
1. حداقل هشت فرسخ (بین ۴۰ تا ۴۵ کیلومتر) از وطن خود دور شده باشد، یا چهار فرسخ برود و چهار فرسخ برگردد بدون اینکه در بین آن، ده روز جایی بماند.
2. از اول مسافرت قصد هشت فرسخ را داشته باشد.
3. در بین راه از قصد خود برنگردد.
4. نخواهد پیش از رسیدن به هشت فرسخ از وطن خود بگذرد، یا ده روز یا بیشتر در جایی بماند.
5. برای کار حرام سفر نکند.
6. از صحرانشین‌هایی نباشد که در بیابان‌ها گردش می‌کنند.
7. شغل او مسافرت نباشد.[نیازمند منبع]

## سفر معصیت
اگر سفر معصیت باشد، نباید شکسته بخواند؛ چه خود سفر معصیت باشد، مانند فرار از میدان جنگ و مانند آن، یا هدف از سفر، معصیت باشد، مانند آنکه مسافرت کند تا مثلاً راهزنی کند یا آنکه از سوی سلطان به چیزهایی که از راه ظلم به‌دست‌آمده نایل شود و مانند این‌ها. البته اگر در اثنای سفر به حرام بیفتد، مثل غیبت کردن و مانند آن از چیزهایی که هدف مسافرتش نیست، باید قصر بخواند و سفر معصیت حساب نمی‌شود، بلکه اگر بر چهارپای غصبی هم سوار شود و مسافرت کند، بنابر اقوی، سفر معصیت نیست (و نماز را باید شکسته بخواند) و همچنین اگر سفرش ضدّ واجب باشد به اینکه واجب را ترک نموده و مسافرت کند، مثل اینکه بدهکار باشد و طلبکارها مطالبه طلب می‌کنند و این شخص مسافرت کند با اینکه ادای بدهی در حضر ممکن است نه در سفر، که باید نماز را شکسته بخواند. البته در موردی که مسافرت به‌خاطر ترک واجب صورت بگیرد، احتیاط (مستحب) آن است که جمع بخواند و این احتیاط ترک نشود، اگرچه وجوب تمام خواندن، در این فرض، خالی از قوّت نیست.